# Fondazione Magnani-Rocca
La Fondazione Magnani-Rocca è una raccolta privata d'arte antica e moderna nata nel 1978 per volontà di Luigi Magnani, critico d'arte e collezionista. Si trova all'interno di Villa Magnani, situata in via Fondazione Magnani Rocca 4 a Mamiano, frazione di Traversetolo, in provincia di Parma.
Il museo espone opere di: Gentile da Fabriano, Albrecht Dürer, Vittore Carpaccio, Tiziano, Rubens, Van Dyck, Francisco Goya, Claude Monet, Auguste Renoir, Paul Cézanne, Giorgio Morandi (50 opere), Giorgio De Chirico, Filippo de Pisis, Gino Severini, Alberto Burri, Johann Heinrich Füssli, Nicolas de Staël, Lippo di Dalmasio, Filippo Lippi, Domenico Ghirlandaio, Lorenzo Costa, Martin Schongauer e sculture di Antonio Canova e di Lorenzo Bartolini.

## Storia
Nel 1977 il collezionista d'arte Luigi Magnani decise di onorare la memoria del padre Giuseppe e della madre Eugenia Rocca creando, con il supporto dell'allora Cassa di Risparmio di Parma, una fondazione che avesse come finalità lo sviluppo e la promozione di attività culturali legate al mondo dell'arte, della musica e della letteratura. Il 15 marzo del 1978 la fondazione fu ufficialmente riconosciuta con decreto del Presidente della Repubblica.
Nel 1983 Luigi Magnani espose per la prima volta la sua collezione di arte contemporanea nelle serre della neobarocca villa di Mamiano, ove risiedette fino alla morte avvenuta nel 1984. Negli anni seguenti la Fondazione sistemò il grande parco e restaurò gli edifici della tenuta, che furono aperti al pubblico nel 1990; la villa espone da allora la straordinaria collezione di opere d'arte dall'XI al XX secolo, realizzate da maestri italiani ed europei, mentre le ampie serre sono utilizzate quale sede di mostre temporanee.
| Titolo                                     | Inizio            | Fine             |
| ------------------------------------------ | ----------------- | ---------------- |
| Il Surrealismo e l'Italia                  | 14 settembre 2024 | 15 dicembre 2024 |
| Bruno Munari. Tutto                        | 16 marzo 2024     | 30 giugno 2024   |
| Boccioni. Prima del Futurismo              | 9 settembre 2023  | 10 dicembre 2023 |
| Fellini. Cinema è sogno                    | 18 marzo 2023     | 2 luglio 2023    |
| Felice Casorati. Il concerto della pittura | 18 marzo 2023     | 2 luglio 2023    |
| Moda e pubblicità in Italia                | 10 settembre 2022 | 11 dicembre 2022 |
| Lucio Fontana. Autoritratto                | 12 marzo 2022     | 3 luglio 2022    |
| Carosello. Pubblicità e televisione        | 7 settembre 2019  | 8 dicembre 2019  |
| De Chirico e Savinio                       | 16 marzo 2019     | 30 giugno 2019   |
| Lichtenstein                               | 8 settembre 2018  | 9 dicembre 2018  |
| Depero il mago                             | 18 marzo 2017     | 2 luglio 2017    |
| Giacomo Balla astrattista futurista        | 12 settembre 2015 | 8 dicembre 2015  |

## Percorso espositivo

### Atrio
L'atrio a doppia altezza e l'adiacente grande scalone sono esempi tipici del gusto neobarocco lombardo e risalgono al primo nucleo della villa. Vi si trovano due affreschi a monocromo di Giovan Battista Tiepolo e provenienti da Palazzo Morosini Sagredo a Venezia. Si tratta del Ritrovamento di Mosè e Apollo e Mida (1750). Al centro è posta inoltre la grande Coppa in malachite sostenuta da un tronco di palma e tre chimere in bronzo dorato, dono dello zar Alessandro I a Napoleone, realizzata dallo scultore e orafo francese Pierre-Philippe Thomire, con sfingi alate in bronzo dorato.

### Sala Van Dyck
Questa sala è dedicata ai maestri dell'arte barocca fiamminga, Anton van Dyck, con il grandioso Giovanni Paolo Balbi a cavallo (1627), e Peter Paul Rubens, con il Ritratto di Ferdinando Gonzaga (1604-1605), dalla Pala della Trinità dei Gesuiti già a Mantova dove tutta la famiglia Gonzaga era raffigurata in adorazione della Trinità. Il mobilio della sala è opera dell'ebanista parigino François-Honoré-Georges Jacob-Desmalter, considerato il più raffinato mobiliere dello stile Impero.

### Sala Goya

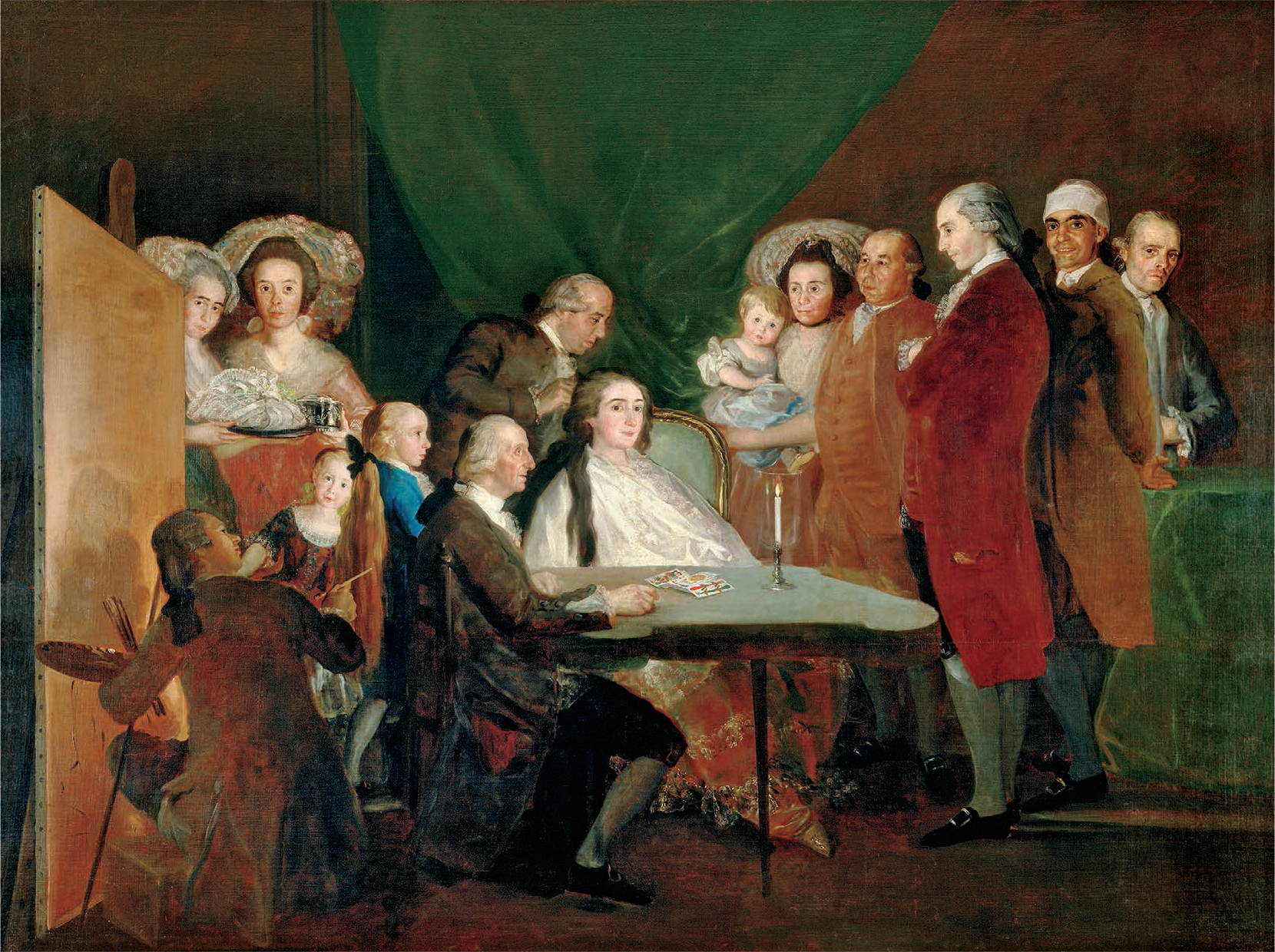
La Famiglia dell'infante don Luis di Goya

La sala successiva è intitolata a Francisco Goya, del quale è esposto La famiglia dell'Infante Don Luis di Borbone (1783-1784), un dipinto rimasto non visibile per lungo tempo poiché conservato in altre collezioni private. Il Ritratto di Maria Luigia duchessa di Parma di George Dawe (1818) è tipico della pittura neoclassica, mentre il dipinto Gertrude, Amleto e il fantasma del padre di Amleto di Johann Heinrich Füssli (1793) ha un'impostazione più visionaria e teatrale. Più accademico è il Combattimento tra Romani e Sabini interrotto dalle Sabine, opera di fine del XVIII secolo di Julien de Parme.

### Sala Dürer

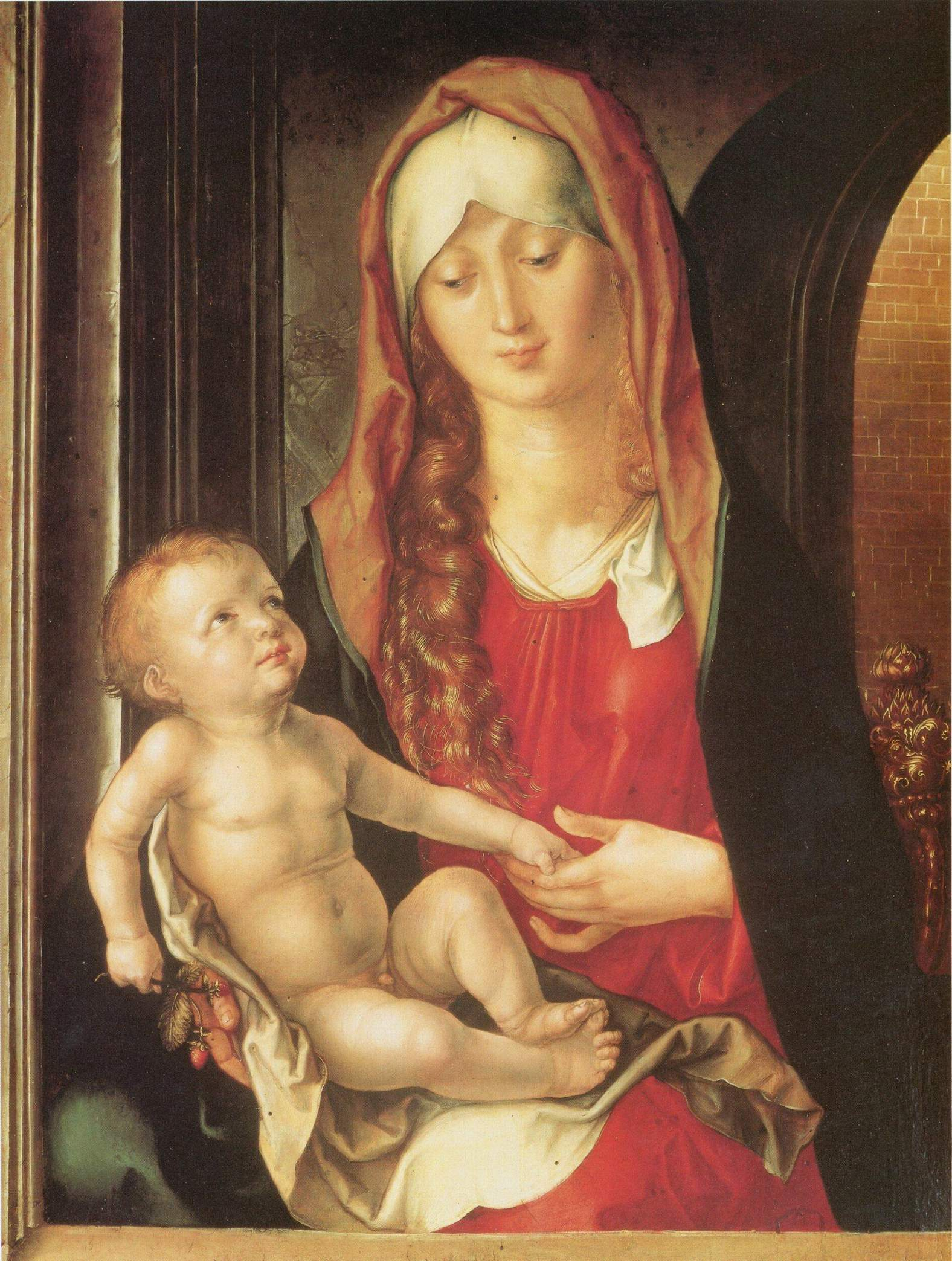
La Madonna col Bambino di Dürer

La sala è dedicata al caposcuola tedesco Albrecht Dürer, del quale sono esposte alcune incisioni a bulino (Adamo ed Eva, San Gerolamo nella cella e la conosciutissima Melencolia I), accanto a una Madonna di Bagnacavallo, suo capolavoro risalente probabilmente al suo primo viaggio in Italia del 1495, dove fonde elementi italiani e nordici.
Qui sono esposte anche alcune opere tra le più antiche della fondazione, come una Madonna della scuola romana del XI-XII secolo di Pietro di Belizio e Belluomo, una Madonna col Bambino e Santi di Mello da Gubbio, testimonianza della scuola umbra del Quattrocento e il trittico con l'Incoronazione della Vergine e Santi, opera senese di fine del Trecento di Giovanni del Biondo.

### Sala Tiziano

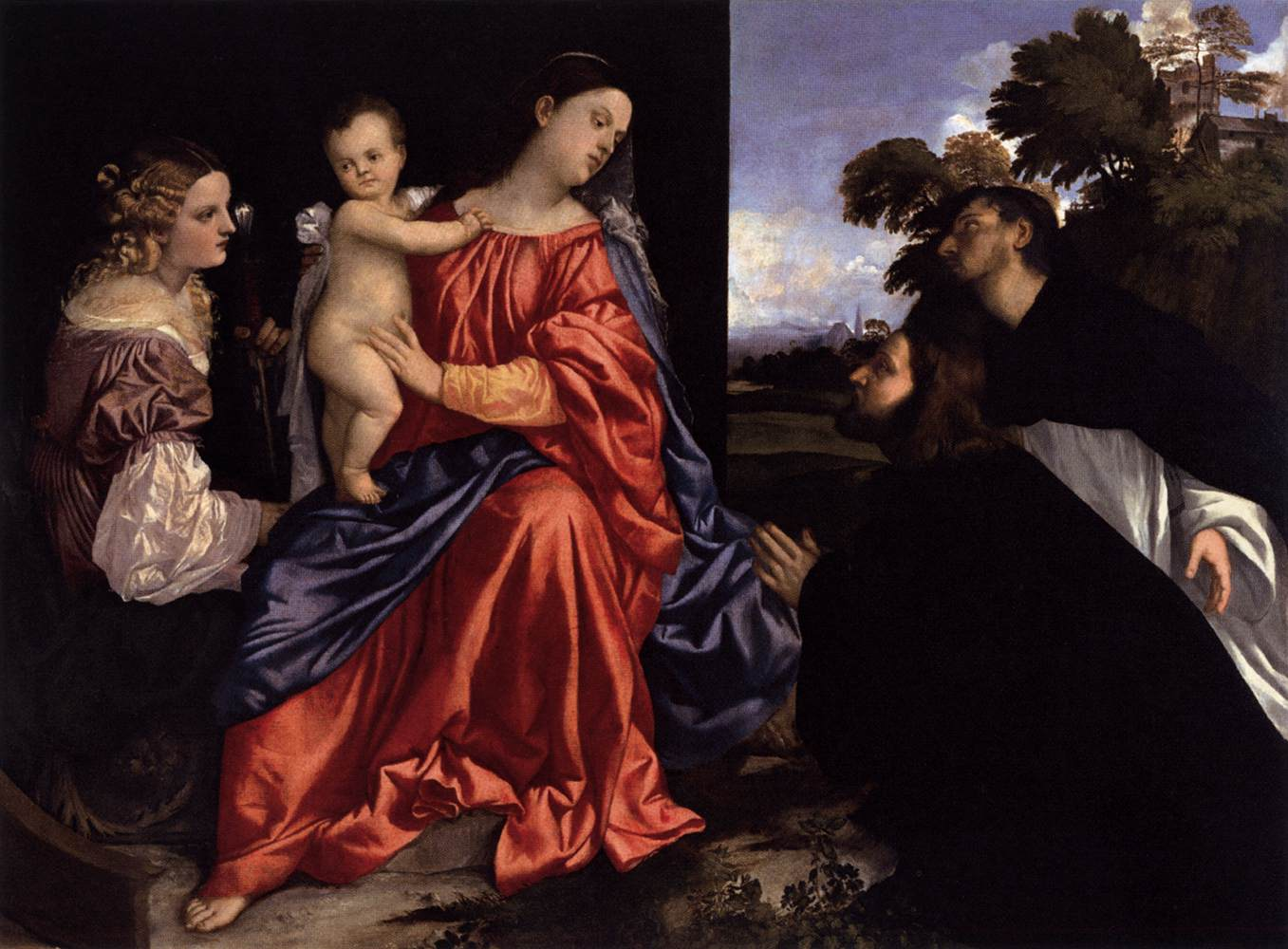
La Sacra conversazione Balbi di Tiziano

Questa grande sala è dedicata alla Sacra conversazione Balbi di Tiziano Vecellio (1512-1514 circa), una delle prime opere acquistate da Luigi Magnani.
Altre opere sono le Stimmate di san Francesco di Gentile da Fabriano (1415 circa), la Madonna col Bambino di Filippo Lippi (1450 circa) e il Cristo morto sorretto da due angeli di Vittore Carpaccio.
Due sono le Adorazioni dei Magi di scuola ferrarese del primo Cinquecento, una di Ludovico Mazzolino e una di Giovanni Battista Benvenuti, mentre la scuola fiorentina è testimoniata dal San Pietro martire di Domenico Ghirlandaio. È un'opera del manierismo invece la Madonna di Domenico Beccafumi, databile tra il 1540 e il 1550.
Qui si trova anche la statua di Tersicore di Antonio Canova (1811).

### Sala del Novecento italiano
Al primo piano si trovano le sale di arte moderna e contemporanea, dalla seconda metà del XIX secolo fino agli anni recenti.
La sala ospita opere dei più famosi maestri del Novecento italiano, dalle opere di Filippo de Pisis (tutte della fase di maturità artistica), a quelle di Alberto Burri, di Gino Severini, di Leoncillo Leonardi, Renato Guttuso, Mario Mafai, Carlo Mattioli (Nudo), Giorgio de Chirico (Enigma della partenza). Tra le sculture esposte si trovano due bassorilievi e una statua in bronzo di Giacomo Manzù: Orfeo I, Orfeo II e San Giorgio (1972).

### Sale Morandi
La due sale Morandi (una dedicata alla pittura e una alle opere grafiche) espongono la straordinaria raccolta di cinquanta opere di Giorgio Morandi tra oli, acquerelli, disegni e incisioni, e venne allestita quando l'artista era ancora in vita. Luigi Magnani fu amico di Morandi da quando gli venne presentato nel 1940 dal critico Brandi. La collezione, oltre alle celebri nature morte, permette di valutare tutto il percorso artistico del pittore, compreso un autoritratto, due paesaggi (di Grizzana e del cortile di via Fondazza a Bologna) e un raro dipinto metafisico, testimonianza della sua breve adesione al movimento. La raccolta comprende anche l'unico quadro realizzato da Morandi su commissione, la "Natura morta con strumenti musicali" dipinta nel 1941 proprio su richiesta dell'amico Magnani.

### Sala Cézanne
La sala è dedicata a Paul Cézanne, del quale sono conservati un olio e cinque acquerelli, tra i quali spicca Tazza e piatto di ciliegie (1890).

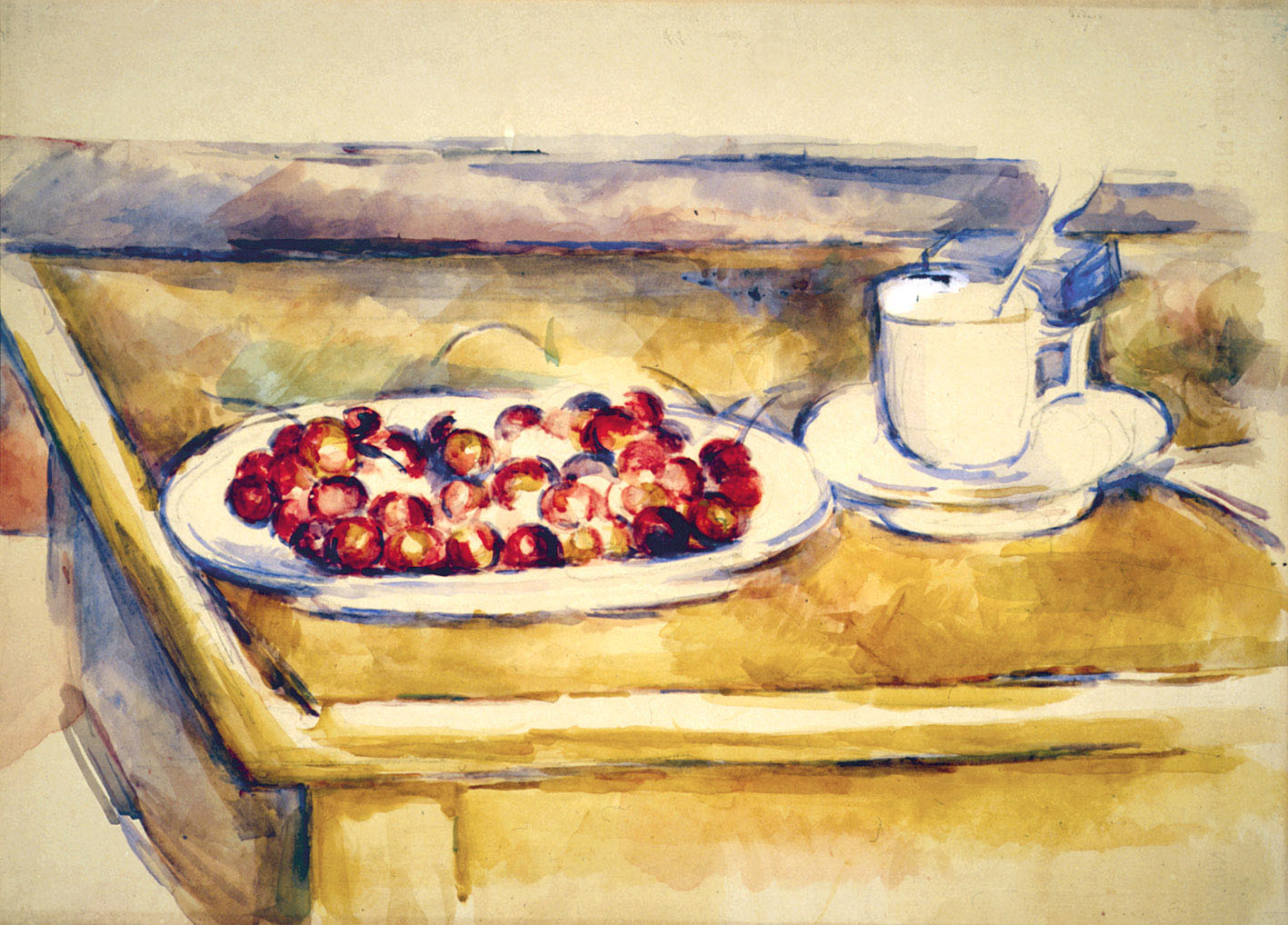
Tazza e piatto di ciliegie di Cézanne

### Sala Impressionisti
Chiude il percorso museale la sala dedicata all'Impressionismo, con nomi di maestri molto rari nelle collezioni museali permanenti italiane. Di Claude Monet si trova una tela della serie delle Scogliere di Pourville, in questo caso dedicata alla luce dell'alba. Di Auguste Renoir sono invece Paysage de Cagnes e Les Poissons, opere della tarda maturità del pittore (inizio del XX secolo), caratterizzate da un colore brillante e da una consistenza pastosa della luce.
Completano la sala opere del secondo dopoguerra di Hans Hartung, Jean Fautrier, Wols e Nicolas de Staël.

## Sale private
Oltre alle sale di esposizione, la villa contiene vari ambienti normalmente preclusi alle visite, aperti al pubblico solo in rare occasioni.

### Biblioteca
La biblioteca, affacciata sul parco, ospita volumi di notevole pregio, tra cui alcune edizioni di Giambattista Bodoni, i Trattati di geometria e anatomia di Albrecht Dürer e il Ragguaglio delle nozze delle Maestà di Filippo Quinto e di Elisabetta Farnese  del 1717, oltre a lettere private di Luigi Magnani, disegni di Renato Guttuso e poesie inedite di Giuseppe Ungaretti ed Eugenio Montale.

### Saletta della musica
La saletta della musica, adiacente alla biblioteca, espone trattati di musicologia e spartiti di Luigi Magnani, oltre a vinili di Wolfgang Amadeus Mozart, Ludwig van Beethoven e Gustav Mahler.

### Salone grande
Il Salone grande è un ampio ambiente interamente arredato con mobili e dipinti in stile Impero, risalenti agli inizi del XIX secolo.

### Studio
Lo studio, direttamente comunicante col Salone grande, è dominato dalla scrivania Impero di Luigi Magnani.

### Stanza del Commendator Giuseppe
La sala, intitolata al padre di Luigi Magnani, accoglie altri volumi dell'importante biblioteca raccolta dal collezionista.

### Stanza di Donna Eugenia Rocca
La sala, dedicata alla madre di Luigi Magnani, ospita la sezione francese dei volumi della biblioteca, oltre a un arazzo eseguito da Eugenia Rocca negli anni quaranta e a una spinetta realizzata da Muzio Clementi alla fine del XIX secolo.

## Elenco delle opere

### Pittura, scultura e miniatura
Pietro di Belizio e Belluomo (XI-XII secolo)
- Madonna

Miniatore dell'Italia centrale del XIII secolo
- Pagina miniata con il Battesimo di Cristo

Giovanni di Bonino (XIV secolo, documentato fino al 1345)
- San Giovanni Battista

Mello da Gubbio (XIV secolo)
- Vergine col Bambino e Santi

Miniatore bolognese del XIV secolo
- Pagina miniata con Santa Cecilia

Miniatore italiano della fine del XIV secolo
- Pagina miniata con la Trinità

Nicolò di Giacomo (ante 1350 - 1403 o 1404)
- Pagina miniata con il Battesimo di Cristo
- Pagina miniata con la Decollazione dei santi Cosma e Damiano

Miniatore toscano o umbro del XV secolo
- Pagina miniata con Davide salmista e il Signore

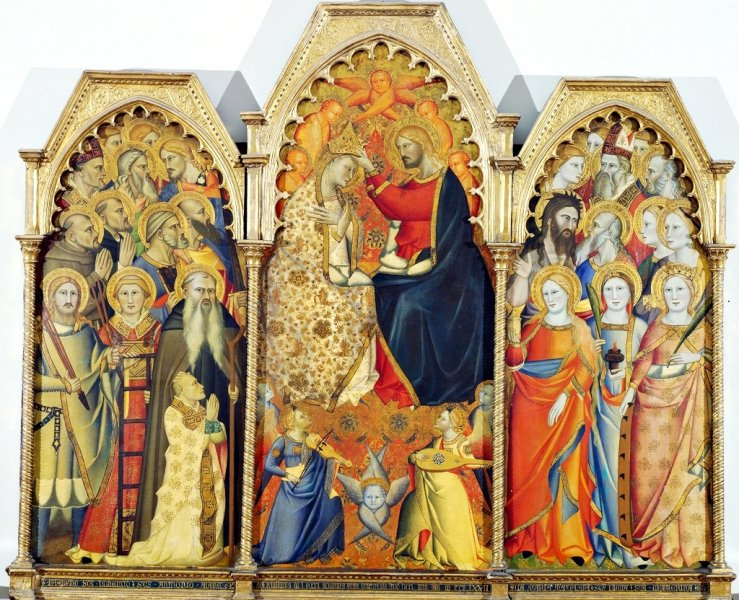
L'incoronazione della Vergine e Santi di Giovanni del Biondo

Giovanni del Biondo (documentato dal 1356 al 1398)
- L'incoronazione della Vergine e Santi

Lippo di Dalmasio (documentato dal 1377 al 1410)
- La Pentecoste

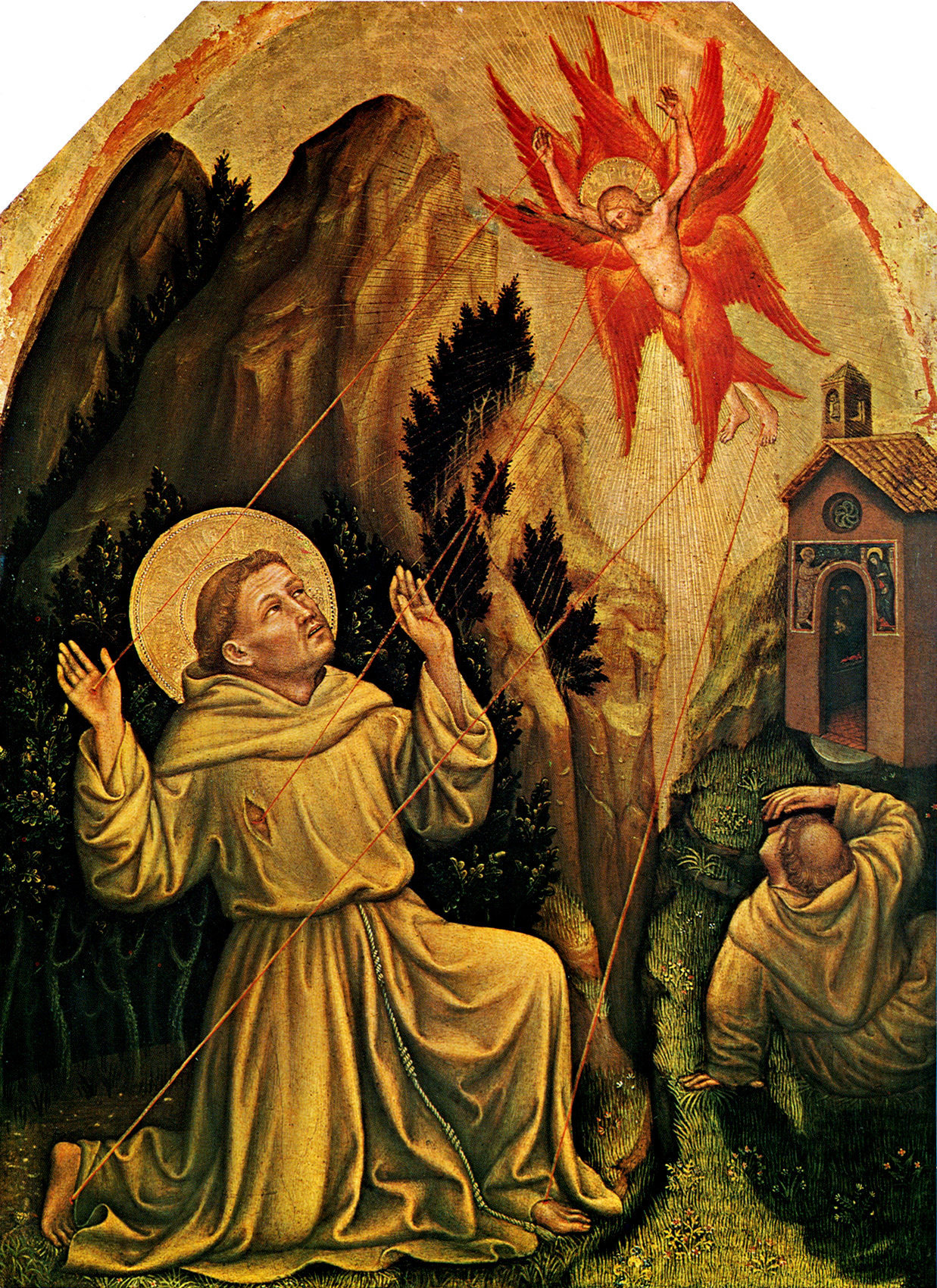
Le Stimmate di san Francesco di Gentile da Fabriano

Gentile da Fabriano (intorno al 1370 - 1427)
- Stimmate di san Francesco

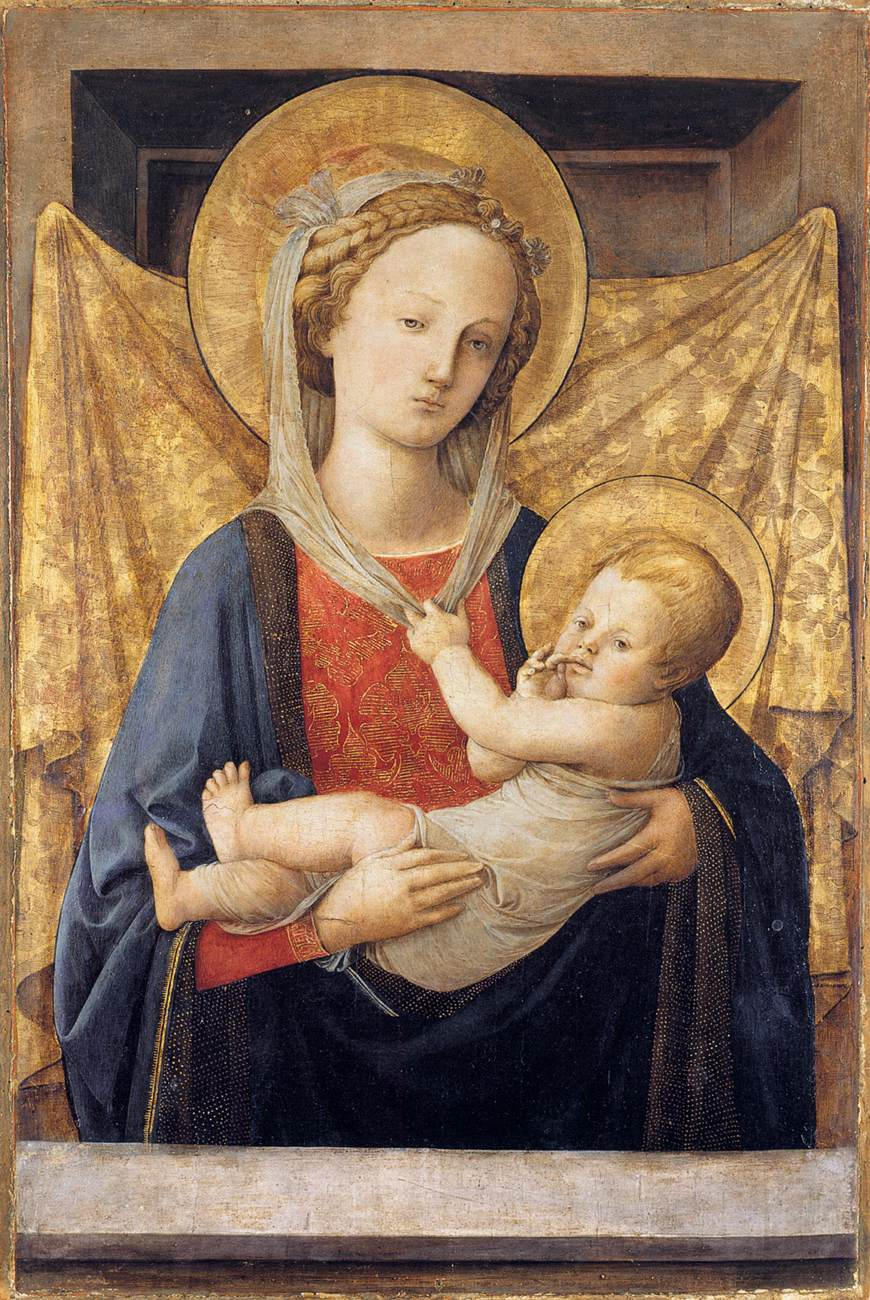
La Madonna col Bambino di Filippo Lippi

Filippo Lippi (verso il 1406 - 1469)
- Madonna col Bambino

Pietro di Giovanni d'Ambrosio (1410-1449)
- Madonna col Bambino

Domenico Ghirlandaio (1449-1494)
- San Pietro Martire

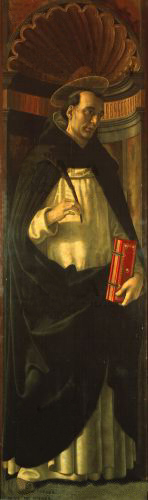
San Pietro Martire del Ghirlandaio

Martin Schongauer (verso il 1450/53 - 1491)
- Cristo flagellato, incisione
- Sant'Antonio battuto dai demoni, incisione

Pietro Orioli (1458-1496)
- Sacra Famiglia con quattro Angeli

Vittore Carpaccio (verso il 1460 - 1526)
- Cristo morto sorretto da due angeli

Lorenzo Costa (1460-1533) ?
- San Sebastiano

Albrecht Dürer (1471-1528)
- Madonna di Bagnacavallo, olio su tavola
- Il Figliol prodigo guardiano dei porci, incisione
- La passeggiata, incisione
- Sant'Eustachio, incisione
- Adamo ed Eva, incisione
- Melencolia I, incisione
- San Gerolamo nella cella, incisione
- San'Antonio alle porte della città, incisione

Ludovico Mazzolino (1480 circa - verso il 1528-30)
- Adorazione dei Magi

Giovanni Battista Benvenuti detto L'Ortolano (verso il 1480/85 - dopo il 1530 circa)
- Adorazione dei Magi

Domenico Beccafumi (intorno al 1486 - 1551)
- Madonna col Bambino e i santi Giovannino, Elisabetta e Caterina da Siena

Tiziano Vecellio (circa 1488/90 - 1576)
- Sacra conversazione Balbi

Peter Paul Rubens (1577-1640)
- Ferdinando Gonzaga infante di Mantova

Anton van Dyck (1599-1641)
- Gio. Paolo Balbi a cavallo

Rembrandt van Rijn (1606-1669)
- Il Dottor Faust, incisione

Girolamo Pellegrini (1624 circa - post 1700)
- Allegoria del Tempo che fugge
- Amore che bacia Venere

Simone Brentana (1656-1742)
- Madonna col Bambino

Giovan Battista Pittoni (1687-1767)
- L'istituzione dell'Ordine delle suore della Visitazione

Giambattista Tiepolo (1696-1770)
- Capriccio sul ritrovamento di Mosè
- Apollo e Mida

Julien de Parme (1736-1799)

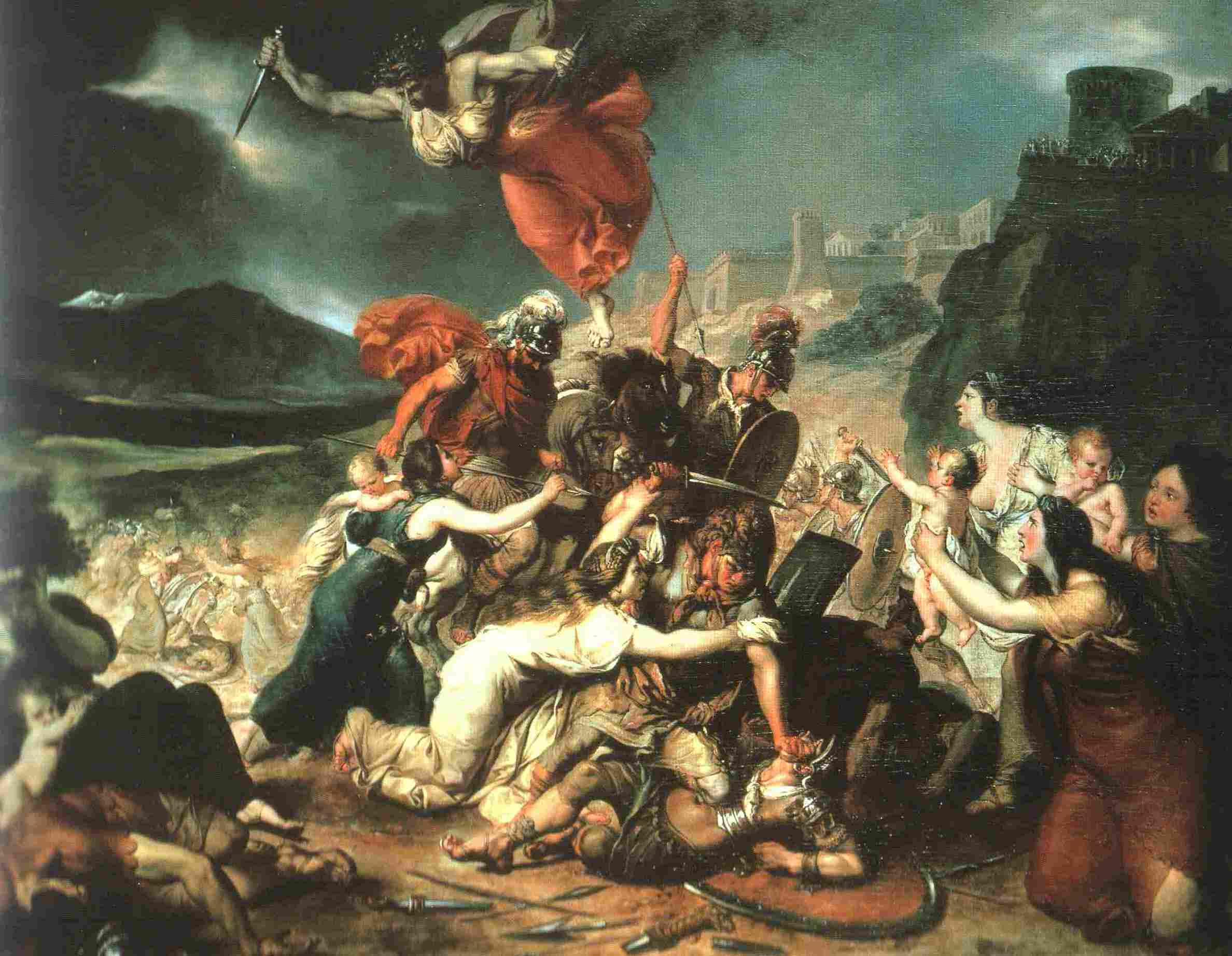
Il Combattimento tra i Romani e i Sabini interrotto dalle Sabine di Julien de Parme

- Combattimento tra i Romani e i Sabini interrotto dalle Sabine

Johann Heinrich Füssli (1741-1825)
- Gertrude, Amleto e il fantasma del padre di Amleto

Francisco de Goya y Lucientes (1746-1828)
- La famiglia dell'Infante Don Luis di Borbone

Antonio Canova (1757-1822)
- Tersicore

Lorenzo Bartolini (1777-1850)
- La principessa Scherbatoff
- La ninfa del deserto

Jean-Auguste-Dominique Ingres (1780-1867)
- Il medico Philippe Petit-Radel, matita su carta

George Dawe (1781-1829)
- Maria Luigia, duchessa di Parma

Édouard Manet (1832-1883)
- Profilo di Baudelaire col cappello, incisione

Paul Cézanne (1839-1906)
- Esquisse de baigneuses
- Arbres
- Maison et bosquet
- Corbeille de fruits
- Tasse et plat de cerises
- Paysage provençal

Claude Monet (1840-1926)
- Falaises à Pourville, soleil levant

Auguste Renoir (1841-1919)
- Paysage de Cagnes
- Les poissons
- Ritratto di Richard Wagner

Henri Matisse (1869-1954)
- Danseuse

Arturo Tosi (1871-1956)
- Natura morta dalla brocca

Georges Braque (1882-1963)
- Le Canard

Gino Severini (1883-1966)
- Danseuse articulée
- Natura morta con strumenti musicali

Carlo Carrà (1881-1966)
- Marina

Giorgio de Chirico (1888-1978)
- Enigma della partenza

Giorgio Morandi (1890-1964)
- 17 oli (dalla Natura morta metafisica del 1918 alla Natura morta del 1963)
- 5 acquerelli, 9 disegni (di cui uno con recto/verso), 20 incisioni

Filippo de Pisis (1896-1956)
- Tacchino
- W Mozart
- Interno dello studio
- Pan (Figura con flauto)
- Gli albatri
- Tromba sulla spiaggia
- Ritratto
- Nudo maschile coricato
- Nudo maschile coricato (rosa)
- Paesaggio
- Figura in un interno

Jean Fautrier (1898-1964)
- Composizione

Mario Mafai (1902-1956)
- Natura morta con colonna

Hans Hartung (1904-1989)
- Composizione

Giacomo Manzù (1908-1991)
- Orfeo I - Orfeo II
- San Giorgio

Orfeo Tamburi (1910-1994)
- Piazza del Popolo

Carlo Mattioli (1911-1994)
- Nudo coricato

Renato Guttuso (1912-1987)
- Natura morta con pianoforte
- Anna Maria
- I pescatori
- Nudo femminile di schiena

Wols (1913-1951)
- Composizione

Toti Scialoja (1914-1998)
- Natura morta con i limoni

Nicolas de Staël (1914-1955)
- Vue des quais de Paris

Leoncillo Leonardi (1915-1968)
- Vasi con fiori e Vassoio e frutta
- Pannello

Alberto Burri (1915-1997)
- Sacco
- Combustione

Piero Sadun (1919-1974)
- Ombre e figure n.1
- Natura morta

Gianni Dova (1925-1991)
- Natura morta con pesci

### Arredi
Giovanni Battista Piranesi (1720-1778)
- Console

Pierre-Philippe Thomire (1751-1843)
- Coppa in malachite sostenuta da un tronco di palma e tre chimere in bronzo dorato
- Coppia di candelabri

François-Honoré-Georges Jacob-Desmalter (1770-1841)
- Meuble d'appui
- Secrètaire

Autori vari
- arazzo fiammingo del XVII secolo,
- tappeti Aubusson,
- argenti,
- mobili e oggetti di epoca Impero,
- piatti di manifattura ispano-moresca,
- 21 ritratti di personaggi delle famiglie Farnese e Borbone secoli XVI, XVII, XVIII.